# 誠拙周樗
誠拙周樗（せいせつ しゅうちょ、1745年7月28日（延享2年6月29日）-1820年8月6日（文政3年6月28日））は、江戸時代中期から後期にかけての臨済宗の僧・歌人。円覚寺第189世住持。伊予国宇和郡下灘浦（現・愛媛県宇和島市、旧北宇和郡津島町下灘）出身。無用道人と号し、諡号は大用国師。

## 人物
1745年（延享2年）に伊予に生まれ、7歳の時、宇和島の仏海寺に入り霊印和尚のもとで出家。
1764年（明和元年）に当時の武蔵国久良岐郡永田村（現在の神奈川県横浜市南区永田北1丁目）の宝林寺に入り、月船禅慧に師事する。その後1777年（安永六年）に鎌倉の円覚寺（神奈川県鎌倉市山ノ内）仏日庵の東山周朝に師事してその法を継ぎ、1783年（天明3年）に円覚寺前堂首座に就任した。荒廃した円覚寺の伽藍や宗派の勢を復興し、現代の円覚寺の基礎を築いたと言われる。晩年は臨済宗重鎮として京都に赴くことが多くなり、相国寺に移っている。
和歌を香川景樹に学び、歌集に『誠拙禅師集』がある。また茶道をよくし、松江藩（島根県）藩主松平不昧とも親交があった。

## 文化財
- 誠拙和尚関係資料：横浜市指定有形文化財（歴史資料）、1991年（平成3年）11月1日指定[3]。玉泉寺（横浜市栄区金井町）所蔵。誠拙は、鎌倉に近い玉泉寺を度々訪れ、休息所として不顧庵・忘路亭を創建した。当寺には誠拙が着用した袈裟や、愛用の茶道具の風炉釜など、誠拙に関するまとまった資料が残されている[1]。